# Radoslav Židek
Radoslav Židek (* 15. října 1981 Žilina, Československo) je slovenský snowboardista. Je členem klubu ŠKP Štrbské Pleso, trénuje ho bývalá snowboardová reprezentantka Slovenska Jana Šeďová.
V sezóně 2004/2005 skončil ve Světovém poháru ve snowboardcrossu na 9. místě.
Jako první reprezentant Slovenska získal medaili na zimních olympijských hrách. Ve snowboardcrossu vybojoval na ZOH 2006 v Turíně stříbro, na týchž hrách startoval i v paralelním obřím slalomu (27. místo). V roce 2006 se také stal snowboardcrossovým mistrem Slovenska.